# 北荷蘭城

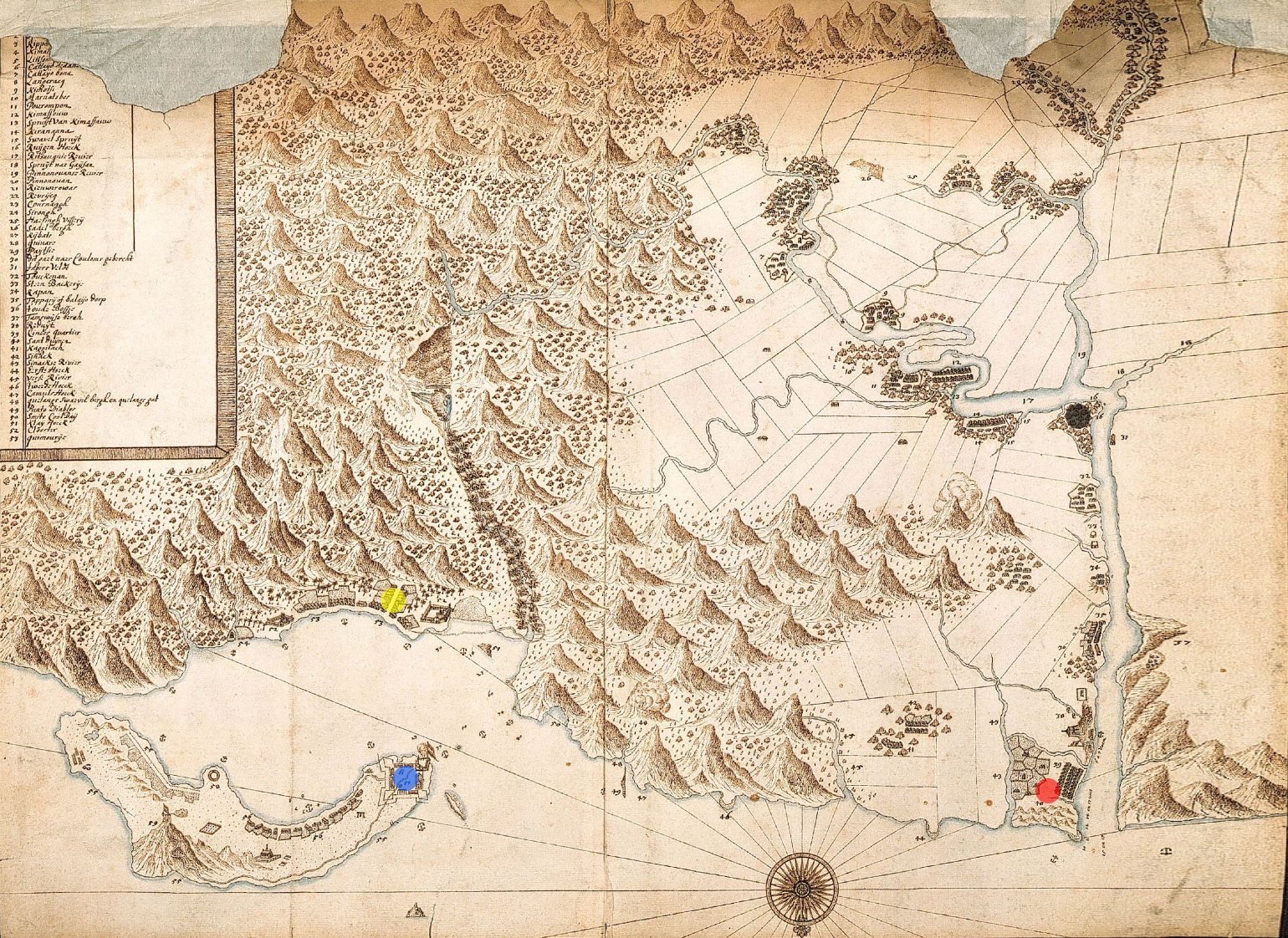
圖為《大台北古地圖》，其中藍色為北荷蘭城的位置，黃色：台灣基隆街道，紅色：淡水。黑色為淡水河與基隆河交界之關渡。

北荷蘭城（荷蘭語：Fort Noord-Holland）完工於1642年，位置在台灣北部基隆（舊稱雞籠）港口附近的和平島上。該城堡每邊約99公尺，為荷蘭人所興建。
北荷蘭城前身為西班牙人所建的聖薩爾瓦多城。1642年發生雞籠之戰，荷蘭軍隊攻打聖薩爾多城，經過激烈砲擊後，該城僅剩臨海的西北稜堡。等到西班牙退出和平島後，荷蘭據原本城牆重修，並命名為北荷蘭城。1661年，在台灣台南一帶與鄭成功交戰失利的荷蘭人重新轉進北台灣，並於1664年再度整建擴充北荷蘭城，準備長期與鄭氏王朝對峙。不過，在鄭氏王朝新統治者鄭經攻打下，1668年荷蘭人炸燬北荷蘭城，並自台灣基隆退軍。
18世紀後，改名為雞籠城的北荷蘭城漸次頹圮，至今除少部分未挖掘的城牆外，均無任何遺址。直到2004年4月，相關當局才對此遺址展開另一波官方探勘行動。

## 背景
17世紀開始，荷蘭與西班牙的航海競爭擴及東南亞，不久，本就為航線戰略要點的台灣成為兩國競逐的目標。1626年，繼荷蘭東印度公司派遣馬丁努斯·宋克（Martinus Sonck）佔領台灣大員後，在菲律賓的西班牙軍隊也派遣台灣遠征軍前往攻打北台灣，並在順利佔領和平島港口後，同年興建聖薩爾瓦多城（San Salvador）。
聖城周長共約400公尺左右，之後統治者還陸續擴建該堡，於城四周興蓋四座圓形稜堡。1642年，荷蘭軍隊攻打聖薩爾多城，經過激烈砲擊（荷西浴血戰）後，該城僅剩西邊稜堡。

## 興建

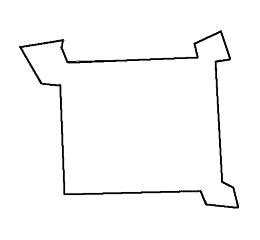
臨摹自北荷蘭城設計略圖，上方約為北邊。

派軍攻下聖薩爾瓦多城的荷蘭駐臺台灣長官保羅·杜拉弟紐司，除了在島內與對岸基隆福州街修建荷蘭人所需房舍住宅外，也積極修建位於和平島上的聖薩爾瓦多城，並在重新整建後更名為北荷蘭城。
根據自1667年所遺留下圖樣看來，北荷蘭城整體為近似正方形，加上角落三座小菱形稜堡組成。城堡護牆每邊為27魯（Roded，萊茵河呎），折合公制為每側邊約為99公尺至101公尺左右，周長合計超過四百公尺，面積達一萬平方公尺。至於城牆高度，據後來18世紀初清朝知府黃叔璥所形容「高約兩丈」即為6.6公尺左右。而由在地石塊建造成的該城堡，在面積與高度上，遠比今留存的台灣淡水紅毛城宏偉。
除此之外，北荷蘭城亦設置砲台，也有兩座城門，各名曰水城門（De water poort）與陸地城門（De land poort）。而這兩座城門，約在城牆的西邊與南邊。

## 佔領與擴展
1642年－1661年，陸續以武力鎮服台灣各地平埔族社的荷蘭人，繼續在基隆發展。除了興建北荷蘭城之外，荷蘭人還在和平島最高處設置維多利亞堡壘，之後並在對岸福州街上興建軍事稜堡。除了充分利用基隆港作為貿易地點之外，也利用陸續興建的修道院，傳教於北台灣平埔族等台灣原住民。總的來說，北荷蘭城成為荷蘭擴展北台灣勢力的重要據點，其控制範圍可達淡水，甚至新竹。

## 炸燬與重建
1650年代初期，中國大部領土落入滿洲人建立的清朝手中。1661年，服膺舊明朝將領鄭成功攻打荷蘭人於台南的根據地，並擊敗荷蘭人軍隊，同年並以台南為據點，創立東都王國對抗清朝。1662年，鄭成功去世，鄭氏王朝統治者由鄭經繼任。
在南臺灣失利的荷蘭人重新轉進北台灣，於1664年重新整修北荷蘭城。不過，在鄭氏王朝鄭經派遣黃安攻打下，戰況漸趨對荷蘭不利。1668年荷蘭人炸燬北荷蘭城，並自基隆退卻，完全撤除於台灣的所有軍力。
攻下和平島之後，鄭經於該島設雞籠安撫司，此為設置少數兵力的巡檢建制。1680年，因為害怕清朝海軍突襲佔領，鄭經派軍將被炸毀的北荷蘭城夷為平地，不過又於翌年於舊址重新築城，並隨即廢除任其荒蕪。18世紀台灣進入清治時期後，該城仍不復使用，漸趨頹圮。

## 遺址挖掘
台灣日治時期的1933年，台灣總督府依「史蹟名勝天然紀念物保存法」將北荷蘭城城址指定為史蹟加以保存，1933年－1936年期間，台灣總督府曾派村上直次郎加以挖掘遺址，並對復原舊城模樣甚為樂觀。隨後因港口擴建、第二次世界大戰爆發、日治時期結束及政權更迭等等因素，該計劃不得不中斷作罷。
因年久失修及20世紀中期後之基隆港快速擴展，北荷蘭城遺址今不復存在。2002年。由台灣國立成功大學主導的探測活動，以位於基隆的中國造船公司造船廠為設定目標，開始進行試堀計劃。該先遣團隊利用先進儀器如：GRP現地施測等科技，於島上的造船廠上探出部分城牆遺址。2004年4月，該挖掘團隊則展開另一波試堀活動。

## 外部連結
- 荷蘭维基百科:熱蘭遮城（页面存档备份，存于）